# جين بورتر
جين بورتر (بالإنجليزية: Gene Porter)‏ هو عازف ساكسفون أمريكي، ولد في 7 يونيو 1910، وتوفي في 24 فبراير 1993.